# Hinda Abdi Mohamoud
Hinda Abdi Mohamoud és una periodista somali. Al desembre de 2024 ha estat designada entre les 100 dones de la BBC, les més influents o inspiradores del món al llarg d'aquest any.
Nascuda a Jigjiga, la capital de la regió de Somali a Etiòpia, es va traslladar de jove a Hargeisa, on va estudiar Relacions Internacionals a la Universitat New Generation.
És cap de redacció de Bilan, el primer i únic equip periodístic del país format només per dones, concebut així per combatre els elevats índexs de sexisme i assetjament de què són objecte les dones somalis als llocs de feina de qualsevol nivell, descrits en un informe de l'ONU. En les intencions d'aquest equip hi ha la de capgirar el panorama actual dels mitjans de comunicació locals, centrats en els temes polítics menors, i abocar-se a cobrir els temes globals, per plantejar els problemes socials d'un dels països més esquerps i perillosos per als periodistes: els somalis que viuen amagats amb sida o les persones amb Alzheimer, els orfes que pateixen abusos, els albins que són rebutjats per la comunitat o el canvi climàtic. El projecte de Bilan també ha comportat oferir a les dones l'oportunitat de treballar juntes, de dirigir equips i seccions, i de ser líders, i com a conseqüència, com diu ella mateixa, dona la possibilitat de «ser un model a seguir per a cada noia i dona jove, i per als somalis».